# 菅沼重吉
菅沼 重吉（すがぬま しげよし、生年不明 - 没年不明）は、江戸時代の人物。菅沼氏庶流の都田菅沼家定重流２代当主。

## 生涯
都田菅沼家定重流初代当主の菅沼定重の息子として生まれる。母は不明。弟に僧の菅沼長栄がいる。祖父たちに続いて、井伊直政に仕える。大坂の陣にも参戦し、菅沼定芳に従い奮戦した。妻子は分かっていない。

## 系譜
父：菅沼定重
母：不明
妻：不明